# Microminae
Sous-famille
Les Microminae sont une sous-famille d'insectes névroptères de la famille des Hemerobiidae. 

## Liste des genres
Selon ITIS (25 mai 2019) :
- genre Micromus Rambur, 1842